# Кенеш (Чуйская область)
Кенеш (кирг. Кеңеш) — село в Ысык-Атинском районе Чуйской области Кыргызстана. Административный центр Кочкорбаевского айылного аймака.

## География
Село расположено на севере центральной части области, к северу от Западного Большого Чуйского канала, на расстоянии приблизительно 6 километров (по прямой) к востоку от города Кант, административного центра района. Абсолютная высота — 837 метров над уровнем моря.

## Население
Согласно оценочным данным Национального статистического комитета Кыргызской Республики, численность населения села на начало 2023 года составляла 3104 человека.
| год     | 2009 | 2014 | 2015 | 2020 | 2021 | 2023 |
| ------- | ---- | ---- | ---- | ---- | ---- | ---- |
| человек | 2571 | 3129 | 3137 | 3063 | 2927 | 3104 |